# Старобельский район

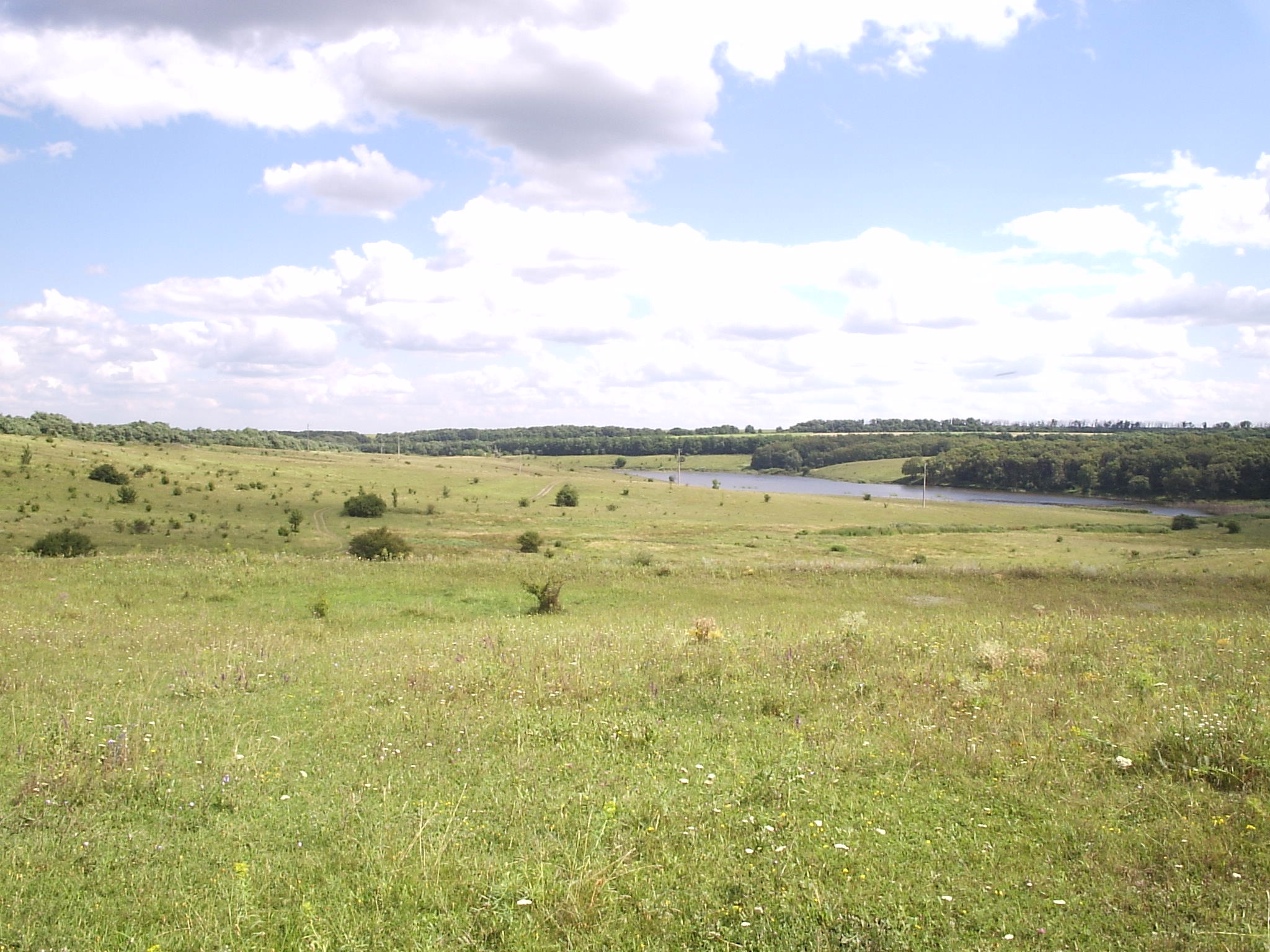
Антоновский ставок

Антоновка

Старобе́льский район (укр. Старобільський район), (Старобе́льщина (укр. Старобільщина)) — административная единица в Луганской области Украины.
Административный центр — город Старобельск.
Расстояние от административного центра до столицы региона Луганска — 98 км.

## География
Площадь 6930,6 км² (в старых границах до 2020 года — 1,6 тыс. км²).
Гидрография

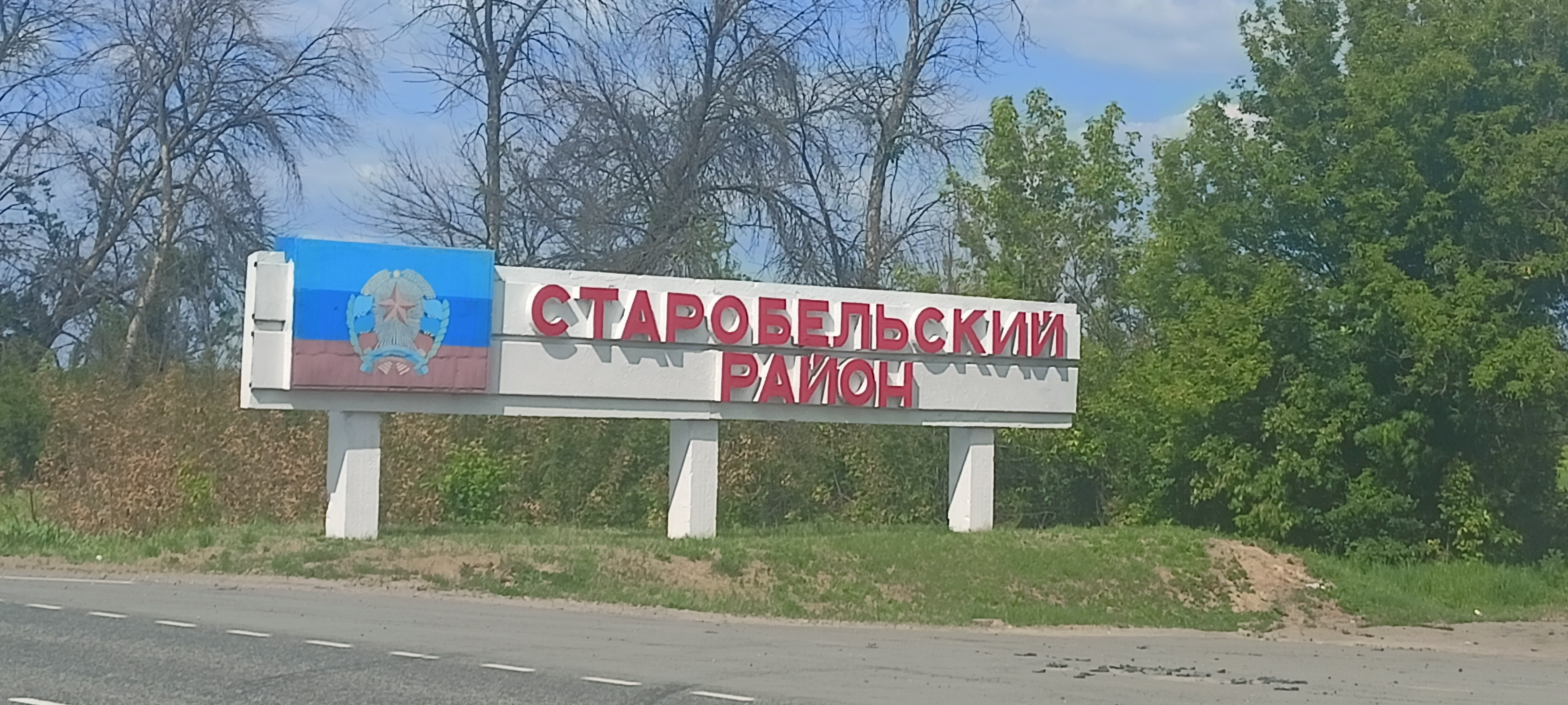
В российской оккупации

По территории Старобельского района протекают реки: Айдар, Белая.

### Климат
Умеренно континентальный, с жарким летом и ветреной, умеренно холодной зимой. Средняя температура июля составляет 21,8 °C, возможны периоды жары до 38—40 °C; зима холодная, средняя температура января от −6 °C, возможны морозы до −30 °C. В конце весны часты суховеи. Осадков за год от 400—450 мм до 550 мм.
Природа
Поверхность — волнистая равнина. Продолжительность вегетационного периода (период роста и развития растений) — 196—208 дней. Айдар относится к бассейну Северского Донца. Почвы
плодородные, главным образом чернозёмные. Распространены также дерновые, подзолистые и другие. Старобельск расположен в степной зоне. В районе расположен Айдарский ихтиологический заказник.

## История
Район был образован весной 1923 года в УССР. 23 сентября 1959 года к Старобельскому району были присоединены части территорий упразднённых Евсугского, Мостковского и Новоастраханского районов.
В 2014 году вошёл в состав самопровозглашённой ЛНР, но всё это время, оставался под контролем Украины. 2 марта 2022 года, был оккупирован ВС РФ в ходе вторжения России на Украину.
17 июля 2020 года в результате административно-территориальной реформы район был укрупнён, в его состав вошли территории:
- Старобельского района;
- Беловодского района;
- Марковского района;
- Меловского района;
- Новопсковского района.

Состав райсовета, избранного в 2020: СН-10, ОПЗЖ-15, Ес −3, Наш край-14.

## Население
Численность населения района в укрупнённых границах — 129,2 тыс. человек.
Численность населения района в границах до 17 июля 2020 года по состоянию на 1 января 2020 года — 42 693 человека, из них городского населения — 16 650 человек (Старобельск), сельского — 26 043 человека.

## Административное устройство
Район в укрупнённых границах с 17 июля 2020 года делится на 8 территориальных общин (громад), в том числе 1 городскую, 5 поселковых и 2 сельские общины (в скобках — их административные центры):
- Городские:
  - Старобельская городская община (город Старобельск).
- Поселковые:
  - Беловодская поселковая община (пгт Беловодск);
  - Белолуцкая поселковая община (пгт Белолуцк);
  - Марковская поселковая община (пгт Марковка);
  - Меловская поселковая община (пгт Меловое);
  - Новопсковская поселковая община (пгт Новопсков).
- Сельские:
  - Чмыровская сельская община (село Чмыровка);
  - Шульгинская сельская община (село Шульгинка).

### История деления района
Количество местных советов (в старых границах района до 2020 года):
- городских — 1;
- сельских — 21.

Количество населённых пунктов (в старых границах района до 2020 года):
- города — 1;
- сёл — 57;
- посёлков (сельского типа) — 1.

Всего — 58 населённых пунктов.

## Экономика
Город Старобельск — крупный центр пищевой, машиностроительной промышленности, стройматериалов.

## Транспорт
- Автотрасса «Луганск—Россошь»,
- Автотрасса «Купянск—Миллерово»,
- Железнодорожная линия «Луганск-Валуйки».

## Известные уроженцы
- Безуглый, Иван Семёнович (1897—1983) — советский военный деятель, Генерал-лейтенант (1944).